# Meet the Grahams
A Meet the Grahams Kendrick Lamar amerikai rapper diss trackje, Drake kanadai zenészt célozva. 2024. május 3-án jelent meg a két fél viszálykodása közben. Lamar válasza az utóbbi Family Matters című kislemezére, ami után nagyjából 52 perccel jelent meg.

## Háttér
Drake (születési nevén: Aubrey Drake Graham) családja tagjai, akikhez a dalban szól Lamar, Sandra és Dennis Graham, a rapper szülei, illetve Adonis, Drake fia Sophie Brussaux-val. Adonis születését Drake eltitkolta a nyilvánosságtól, a rapper csak akkor erősítette meg fia létezését, mikor Pusha T szóba ejtette a gyereket The Story of Adidon című dalán. A Drake és Lamar közötti viszálykodás 2024 márciusában kezdődött, mikor Lamar megtámadta a kanadai rapper személyét és képességeit, a Like That és az Euphoria című dalokon, mielőtt Drake válaszolt volna a Family Matters számmal, amiben Lamart családon belüli erőszakkal vádolta.

## Kompozíció
A dal producere The Alchemist, a Meet the Grahams, Lamar korábbi válaszaival ellentétben, sokkal inkább kísérteties, kellemetlen hangzással és atmoszférával rendelkezik, a zenéje zongorán alapul. A szövegben gyermeke elhanyagolásával, szexuális ragadozóssággal és egy eltitkolt gyermek létezésével vádolja Drake-et.
A dal egy levél formájában íródott, aminek minden egyes versszakában a Graham család más tagjaihoz szól Lamar. Az elsőben Adonishoz beszél, míg a másodikban Drake szüleihez, a harmadikban az állítólagos lánygyermekhez. Az utolsó szakaszban a rapperhez szól, szexuális ragadozónak hívva őt. Az eltitkolt gyermek létezéséről is ebben a dalban szólalt meg először. Lamar ezek mellett azt is megemlítette, hogy Drake állítólag egy szexuális kereskedelemmel foglalkozó szervezetet működtet The Embassy nevű villájából, összehasonlítva őt Harvey Weinsteinnel.

## Borító
Az eredeti kiadás borítóján egy fénykép szerepel, aminek egy részlete a 6:16 in LA dal borítója volt. A korábban is látott kesztyű mellett szerepel rajta egy póló, nyugták megvásárolt ékszerekről, illetve három különböző, Drake nevére felírt gyógyszer, amelyek közül az egyik Ozempic, a másik Zolpidem. DJ Akademiks szerint ezeket a tárgyakat ellopták Drake apjától, Dennis Grahamtől. A dalt streaming platformokon az eredeti helyett egy fekete borítóval adták ki, mivel az Apple Music és a Spotify is tiltja személyes adatok megosztását, gyógyszerek és márkák szerepeltetését a platformján.

## Közreműködők
- Kendrick Lamar – vokál, dalszerző
- The Alchemist – producer
- Nicolas De Porcel – maszterelés
- Johnathan Turner – keverés
- Ray Charles Brown Jr. – hangmérnök

## Slágerlisták
| Slágerlista (2024)                    | Legmagasabb pozíció |
| ------------------------------------- | ------------------- |
| Ausztrália (ARIA)                     | 42                  |
| Ausztrália (ARIA Hip Hop/R&B)         | 10                  |
| Egyesült Királyság (UK Singles Chart) | 28                  |
| Egyesült Királyság (UK R&B Chart)     | 5                   |
| Írország (IRMA)                       | 26                  |
| Litvánia (AGATA)                      | 26                  |
| Svájc (Schweizer Hitparade)           | 68                  |
| Új-Zéland (Recorded Music NZ)         | 22                  |